# دراگون فلای (فضاپیما)
دِراگون فِلای (به انگلیسی: Dragonfly) یک فضاپیما و مأموریت برنامه‌ریزی شدهٔ ناسا است که یک هواگرد بالگردان رباتیک را به سطح تیتان، بزرگ‌ترین قمر زحل می‌فرستد. این مأموریت، شیمی پیش‌زیستی و سکونت‌پذیری فرازمینی را مطالعه خواهد کرد. این مأموریت نشست و برخاست‌های عمودی (عمود پرواز) برای جابه‌جایی میان محل‌های فرود را انجام می‌دهد. 
تیتان به دلیل داشتن ترکیبات شیمیایی کربنی فراوان، پیچیده و متنوع یکتا است. این ترکیبات بر روی سطحی قرار دارند که یک دنیای آبی-یخی با اقیانوس‌هایی در درون است. این امر این مکان را برای اخترزیست‌شناسی و مطالعات منشاء حیات، به یک هدف با اولویت بالا تبدیل می‌کند. این مأموریت در آوریل سال ۲۰۱۷ در برنامهٔ مرزهای نو ناسا توسط آزمایشگاه فیزیک کاربردی جان هاپکینس پیشنهاد داده شد و در دسامبر ۲۰۱۷ به عنوان یکی از دو فینالیست (از میان ۱۲ طرح پیشنهادی) انتخاب شد تا ایدهٔ اصلی مأموریت بیشتر تشریح شود. در ۲۷ ژوئن ۲۰۱۹، دراگون فلای به عنوان چهارمین مأموریت برنامهٔ مرزهای نو انتخاب شد.